# DACL
DACL (англ. Discretionary Access Control List) — список избирательного управления доступом, контролируемый владельцем объекта и регламентирующий права пользователей и групп на действия с объектом (чтение, запись, удаление и т. д.). Состоит из набора списков управления доступом (ACL).